# Lake Shangrila
Lake Shangrila es un lugar designado por el censo ubicado en el condado de Kenosha en el estado estadounidense de Wisconsin. En el Censo de 2010 tenía una población de 861 habitantes y una densidad poblacional de 342,36 personas por km².

## Geografía
Lake Shangrila se encuentra ubicado en las coordenadas 42°30′19″N 88°4′8″O / 42.50528, -88.06889. Según la Oficina del Censo de los Estados Unidos, Lake Shangrila tiene una superficie total de 2.51 km², de la cual 1.79 km² corresponden a tierra firme y (28.84%) 0.73 km² es agua.

## Demografía
Según el censo de 2010, había 861 personas residiendo en Lake Shangrila. La densidad de población era de 342,36 hab./km². De los 861 habitantes, Lake Shangrila estaba compuesto por el 95.12% blancos, el 2.21% eran afroamericanos, el 0.12% eran amerindios, el 0.12% eran asiáticos, el 0% eran isleños del Pacífico, el 1.63% eran de otras razas y el 0.81% pertenecían a dos o más razas. Del total de la población el 4.76% eran hispanos o latinos de cualquier raza.